# Stelletta mamilliformis
Stelletta mamilliformis är en svampdjursart som beskrevs av Carter 1886. Stelletta mamilliformis ingår i släktet Stelletta och familjen Ancorinidae. Inga underarter finns listade i Catalogue of Life.